# Seiwakai
Seiwakai é um estilo de caratê criado em 1996 pelo Kancho Ademir da Costa, derivado do Kyokushin (caratê-dô de  combate). Trata-se de uma arte marcial brasileira moderna. O seiwakai é um estilo parecido, por ser 100% contato próximo do muay thai embora tenha "kata", "dogueiko", "kihongueiko" entre outras técnicas que são próprias do caratê. O seiwakai é um estilo agressivo que tem como objetivo o nocaute.
O brasileiro Ademir da Costa foi um reconhecido lutador no estilo Kyokushin, mas desentendimentos iniciados após a morte do fundador Masutatsu Oyama em 1994 o levaram a romper com a organização e fundar seu próprio estilo. O primeiro torneio de seiwakai ocorreu em 1998.
Atualmente, a Organização Internacional de Karatê de Combate Seiwakai está presente em vários países.

## Graduação
A exemplo dos demais estilos de caratê, a graduação é feita conforme a corda da faixa, ou obi.
| Branca - 10º Kyu       |
| Laranja - 9º Kyu       |
| Azul - 8º e 7º Kyu     |
| Amarela - 6º e 5º Kyu  |
| Verde - 4º e 3º Kyu    |
| Marrom - 2º e 1º Kyu   |
| Preta (1º ao 6º "Dan") |

"A faixa não deve ser lavada, é a alma do atleta, carrega seu suor, seus treinos, seu aprendizado, sua experiência de vida e por isso mesmo deve ser respeitada e tratada como merece, porém, nunca deve ser lavada. De nada adianta você esfregar sua faixa nas pedras para parecer mais experiente, o valor transmitido pelo verdadeiro Mestre das artes marciais é a honestidade nas ações, o caráter formado através do trabalho diário, dos treinos, das lutas, do suor e do sangue do atleta e não de artifícios que somente induzem à falsidade." Kancho Ademir da Costa